# Monumento a la Constitución de 1812 (Comayagua)
El Monumento a la Constitución de 1812, también conocido como la Columna de Fernando VII o la Columna de las Cortes de Cádiz o simplemente como "La Picota", es un monumento histórico en Comayagua, Honduras construido en 1813 durante la época colonial de Nueva España. El monumento conmemora la promulgación de la Constitución de 1812 promulgada en Cádiz, España y su promulgacón particularmente en la provincia de Honduras. Esta constitución trajo grandes cambios a las colonias del Imperio español. Este monumento fue la última construcción colonial en Comayagua y marca el inicio de la transición al republicanismo.
Hoy en día el monumento sigue en su lugar original en la Plaza de la Merced en el casco histórico de la ciudad, en frente de la Iglesia de la Merced, la iglesia más antigua de Honduras.

## Historia
Durante la época colonial, la Plaza de la Merced, donde está el monumento era un centro importante de reunión para los comayagüenses.  
El monumento es conocido popularmente como La Picota, y su origen se remonta al Decreto del 14 de agosto de 1812: “Las Cortes generales y extraordinarias queriendo fixar por todos los medios posibles en la memoria de los españoles la feliz época de la promulgación de la Constitución política de la monarquía, decretan: que la plaza principal de todos los pueblos de las Españas, en la que se celebre ó se haya celebrado ya este acto solemne, sea denominada en lo sucesivo plaza de la Constitución, y que se exprese así en una lápida erigida en la misma al indicado objeto”.
En aplicación del mismo, Juan Nepomuceno Fernández Lindo y Zelaya, Capitán del Cuerpo de Voluntarios, solicitó autorización para financiar y construir una columna conmemorativa del cabildo abierto del 9 de octubre, en el que vecinos y autoridades de Comayagua juraron la Constitución.
El trámite quedó recogido en el Diario de las Cortes de Cádiz: “He tenido la gloria de leer nuestra Constitución nacional, y meditarla tres días en esta soledad propia para el efecto. Es obra del Altísimo: las Cortes no han sido más que un instrumento de la Omnipotencia. Los mismos que la sancionaron no podrán saber de dónde vino la armonía y concierto de esta obra. Desde que hubo sociedad en el mundo se ha trabajado por los sabios de todas las naciones sobre establecer un gobierno que no pudiese ser destruido por la anarquía, ni vexado por el despotismo y arbitrariedad: nuestras Cortes, pues, padre, han descubierto con la ayuda de Dios este tesoro: bendito sea. Con estos pocos folios quiere, volviendo los ojos á nuestra nación, socorrerla en el catástrofe que ha sufrido y premiar su constancia en defensa de la justa causa: por tanto quiero (oxalá pudiera mas) se eternice la memoria, quanto lo permitan la injuria de los siglos, del día en que se publicó en nuestro Comayagua nuestra felicidad; á cuyo efecto suplico disponga se levante una columna de piedra (pues la tenemos ahí muy buena) en la plaza de la Merced, ó á la entrada de S. Sebastian, siquiera de quince varas de alto para que sobre su cúspide se coloque una piedra de bronce, esculpiendo en ella la fecha de la constitución, el día de la publicación en Comayagua, los nombres ó número de los diputados de que se compone el Congreso, los de los señores de la Regencia, y el del señor gobernador de nuestra provincia (cuya energía, aun antes de publicarse, la anunció en términos de entusiasmar á quantos hablamos con su señoría sobre el asunto) y nada mas”.
Recordado como Juan Lindo, el promotor de este monumento participó -décadas más tarde- en diferentes procesos constitucionales de la región siendo elegido Presidente de El Salvador (1841-1842) y del Estado de Honduras (1847-1852).
En 1845, en la plaza del monumentoy  fue fusilado don Joaquín Rivera, exjefe de Estado de Honduras. 
Este obelisco conmemorativo fue declarado Monumento Nacional el 11 de octubre de 1972, y junto con el de Ciudad de San Agustín de la Florida Oriental, son los únicos erigidos en esa época que se han conservado en Iberoamérica.
En el 2000, la columna y la plaza fueron restauradas por la Cooperación Española como parte del Plan Maestro del Centro Histórico.
Como parte de los actos conmemorativos del Bicentenario de la Constitución de Cádiz, la Embajada de España en Tegucigalpa editó de una serie limitada de la estampa “Representación en color del monumento-pirámide a la Constitución, erigido en la ciudad de Comayagua”, cuyo pergamino original está fechado el 21 de noviembre de 1820 y se conserva en custodia del Archivo General de Indias en Sevilla (Código de Referencia ES.41091.AGI/26.9//MP-ESTAMPAS,66BIS).